# Elisabethiella socotrensis
Elisabethiella socotrensis är en stekelart som först beskrevs av Mayr 1885.  Elisabethiella socotrensis ingår i släktet Elisabethiella och familjen fikonsteklar. Inga underarter finns listade i Catalogue of Life.